# برويتاوات
البرويتاوات (الاسم العلمي:†Proetinae) هي أسرة منقرضة من ثلاثيات الفصوص تتبع فصيلة البرويتات من رتبة البرويتيات.

## أجناس
- البرويتوس (مفصليات)